# Tridactyle bicaudata
Tridactyle bicaudata är en orkidéart som först beskrevs av John Lindley, och fick sitt nu gällande namn av Rudolf Schlechter. Tridactyle bicaudata ingår i släktet Tridactyle och familjen orkidéer.

## Underarter
Arten delas in i följande underarter:
- T. b. bicaudata
- T. b. rupestris